# Rapier (Rakete)
Die Rapier ist eine britische Boden-Luft-Rakete, die für die British Army und die Royal Air Force entwickelt wurde.

## Entstehung
Die Entwicklung der Rapier begann in den 1960er-Jahren als ET.316-Projekt, das als Ausweichmöglichkeit zum amerikanischen Mauler-Raketensystem geplant wurde. Das Ziel bestand darin, eine leicht manövrierbare Überschallrakete zu entwickeln. Da das Mauler-System nicht angeschafft wurde, konnte die Rapier durch die damalige British Aircraft Corporation in Entwicklung und Produktion gehen.
Sie wurde 1971 in Dienst genommen. Die erste Version basierte auf optischer Zielverfolgung. Durch Initiierung und Mitentwicklung der Schweizer Luftwaffe kamen später radarbasierte und elektro-optische Verfahren dazu, um die von der Schweiz geforderte Allwettertauglichkeit zu erreichen.
Anfänglich bestand das System aus einer Werferplattform mit vier Raketen, der optischen Zielverfolgung und einem Lastwagen mit Nachschub, das auf drei Land-Rovern ausgeliefert wurde. Es wurde typischerweise zur Flugplatzverteidigung eingesetzt.
Durch das zusätzliche Blindfire-Folgeradar sowie das Feuerleitgerät konnten gegnerische Ziele schneller identifiziert, der Start automatisiert sowie die Allwettertauglichkeit erreicht werden.
Die Feuertaufe der Rapier fand 1982 während des Falklandkrieges statt. 45 Raketen wurden abgefeuert und ursprünglich wurden dem Waffensystem 14 bestätigte und 6 wahrscheinliche Abschüsse zugeschrieben. Jüngsten Forschungen zufolge erzielte die Rapier jedoch nur einen bestätigten und zwei wahrscheinliche Abschüsse.
Im Verlaufe des Jahres 2002 wurden die Mark-I-Lenkwaffen durch die modernen Mark II ersetzt, die sich vor allem durch den Einbau eines Splittergefechtskopfes mit Annäherungszündern auszeichnen. In der Schweiz wurde zudem auf Simulatoren neuester Art umgerüstet sowie eine Verbesserung der Trefferwahrscheinlichkeit gegen elektronische Störungen erreicht.
Weiterhin sollen mit dem Starstreak HVM modernere Flugkörper einsetzbar sein.

## Weitere Verbesserungen
Nachdem man festgestellt hatte, dass das stationäre System hervorragende Leistungen erzielte, wurde nach Möglichkeiten gesucht, die Raketen mobil zu machen. Das Ergebnis war der Tracked Rapier. Die schon beim Towed Rapier verwendeten Radar- und Überwachungseinrichtungen wurden komplett übernommen. Als Basis dient das amerikanische M548-Fahrzeug. Statt der vier Raketen der stationären Einheit verfügt der Tracked Rapier über acht Raketen. In den 1990er-Jahren wurde das ältere Radar durch die neuere Variante namens „Darkfire“ ersetzt. Dieses Radar hat eine größere Reichweite und ist in der Lage, sechs Flugkörper gleichzeitig zu steuern. Dank des Darkfire-Radars sind Towed- und Tracked Rapier allwetterfähig.
Für den US-amerikanischen Markt wurde eine speziellere Variante verwendet. Als Fahrzeug diente der M2 Bradley. Zur Selbstverteidigung blieb die 25-mm-Maschinenkanone erhalten.

## Rapierfeuereinheit in der Schweiz
In den Jahren 1982–1986 beschaffte sich die Schweizer Armee 60 Waffensysteme, inklusive Blindfire-Folgeradar und 1.200 Mark-I-Lenkwaffen. Zwischen 2004 und 2007 wurden die Mark-I-Lenkwaffen durch 2.000 Mark-II-Lenkwaffen ersetzt. Eine Rapier-Feuereinheit in der Schweiz bestand aus einem Waffensystem und zehn Soldaten unter der Führung von drei Wachtmeistern (ein Feuereinheits-Chef/FEC und zwei FEC-Stv). Die Feuereinheit wurde durch fünf Fahrzeuge befördert. Zwei Mowag Duros beförderten das System, wobei ein Duro den Werfer und der andere das Folgeradar als Anhänger mitführte. Die beiden Aggregate wurden zum Transport an die beiden Chassis des Systems angehängt. Jeder dieser Duros mit Kommandoaufbau trug vier Lenkwaffen. Der Werfer-Duro beförderte zusätzlich auf einer ausfahrbaren Hebebühne das meiste Zubehörmaterial wie Richtgerät, Bediengerät usw. Des Weiteren gab es einen Übermittlungs-Mercedes G mit Anhänger, der das gesamte Übermittlungsmaterial beförderte. Ein weiterer Mercedes G diente als Transportmittel für die Truppe und den Feuereinheits-Chef. Ein letzter Duro transportierte zehn weitere Lenkwaffen und zog den Korpsmaterial-Anhänger, der die Küche und weitere Materialien für den rückwärtigen Raum beinhaltete.
Eine Rapier-Stellung bestand aus der Feuerstellung mit dem Waffensystem und dem rückwärtigen Raum (meist ein Bauernhof), der der Truppe als Unterkunft diente. Die Feuerstellung und der rückwärtige Raum lagen bis zu zwei Kilometer auseinander. War eine Feuerstellung mit den Fahrern besichtigt, wurde das System platziert und mit dem Stellungsbezug begonnen. Nach einer Stunde war das System aufgestellt und feuerbereit. Parallel zum Stellungsbezug wurde in dieser Zeit auch der rückwärtige Raum mit Schlafplatz, Küche und Funkausrüstung eingerichtet.
In der Schweiz wurden Rapiersoldaten (Flugabwehr Lenkwaffensoldat RAPIER) in ihrer Aufgabe als Richtschütze hauptsächlich am Simulator ausgebildet. Das Schießen mit scharfer Munition war aufgrund einer fehlenden Schiessplatzinfrastruktur mit den notwendigen Sicherheitsdistanzen nicht möglich. Rapier-Soldaten wurden in Emmen in der Zentralschweiz ausgebildet. Diese Ausbildung dauerte 18 Wochen.
Das System wurde in der Schweiz nach 38 Jahren Ende 2022 außer Dienst gestellt und die beiden letzten Abteilungen, die Mob Flab Lwf Abt 4 und 11 aufgelöst. Anstelle des Rapier hat die Schweiz die MIM-104 Patriot beschafft. Zwei Radars sollen zu Trainingszwecken für eine Feinddarstellung von Armasuisse umgebaut werden.

## Technische Details

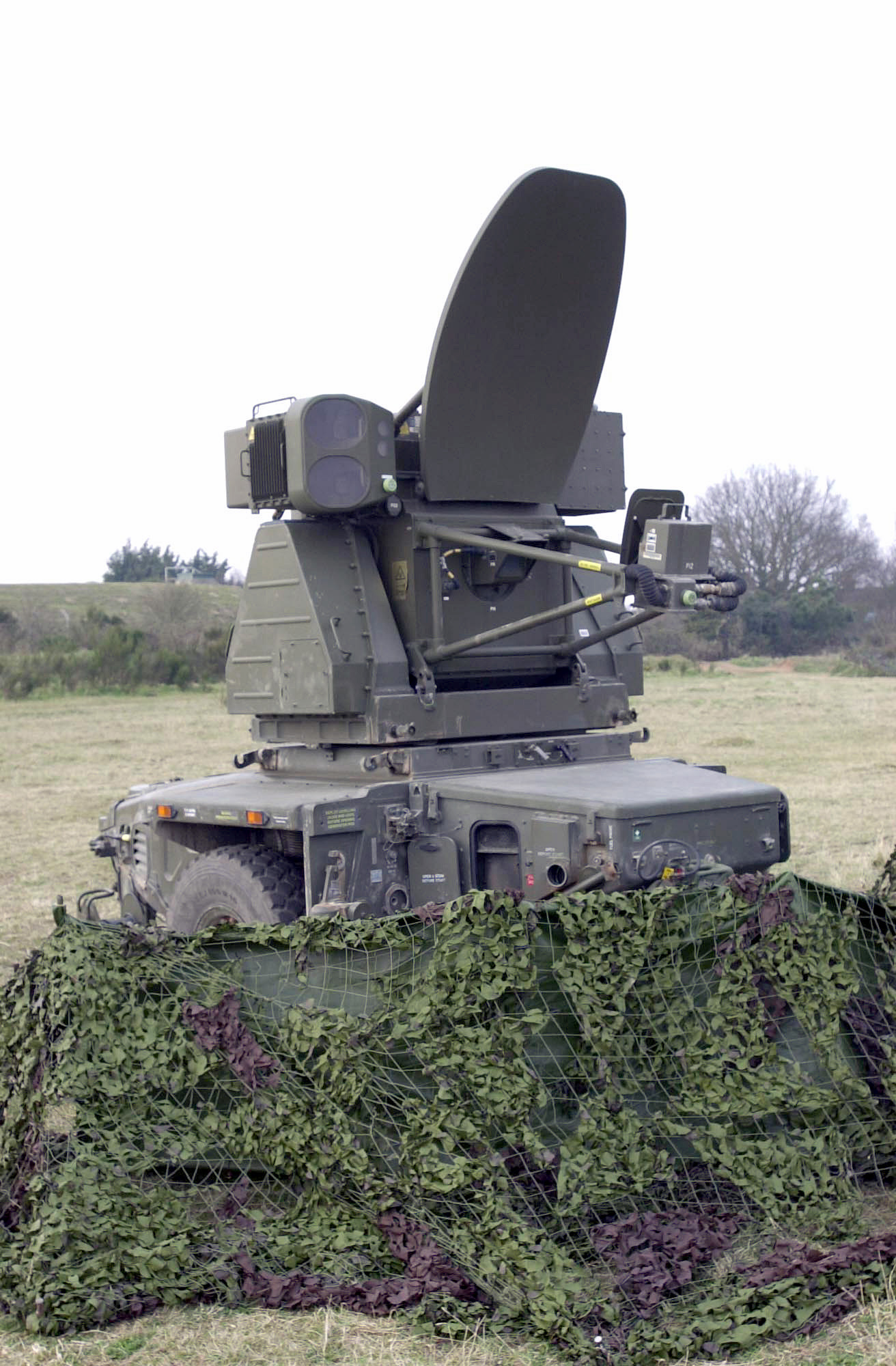
Rapier-Tracking-Radar

Das Waffensystem besteht aus fünf wichtigen Komponenten:
- Der Lenkwaffenwerfer trägt das Suchradar und die Lenkwaffen. Das Suchradar befindet sich unter dem Radom und dreht sich einmal in der Sekunde. Es ist ein Impulsdopplerradar, das im F-Band sendet. Das Radar arbeitet mit einer Phased-Array-Antenne und dient dem Aufspüren von Flugzeugen. Es hat eine Erfassungsreichweite von 11,5 km. Zusätzlich beinhaltet der Werfer den Hauptrechner des Systems und das IFF-System (Freund-Feind-Erkennung). An der Vorderseite des Werfers befindet sich die Kommandoantenne (J-Band), welche die Lenkbefehle zur fliegenden Lenkwaffe sendet.
- Das Folgeradar macht das System allwettertauglich. Es befindet sich, wie der Werfer, auf einem fahrbaren Chassis und dient zur genauen Vermessung und Lokalisation des Zieles und der fliegenden Lenkwaffe. Es ist ein frequenzagiles Monopulsradar, das im K-Band sendet und als Feuerleitradar dient. Das Folgeradar kann selbstständig und ohne Richtschützen eine Lenkwaffe in das Ziel steuern. Das Suchradar kann nur den Seitenwinkel des anfliegenden Zieles erfassen. Danach muss entweder der Richtschütze oder das Folgeradar den Lagewinkel bestimmen, um das Ziel genau erfassen zu können. Bei schlechtem Wetter fällt diese Aufgabe alleine dem Folgeradar zu.
- Das Richtgerät ist der Arbeitsplatz des Richtschützen. Die Lenkwaffen können entweder vom Folgeradar oder vom Richtschützen gelenkt werden. Erfasst das Suchradar ein Ziel, so muss der Richtschütze versuchen, das Ziel mit seiner Optik anzuvisieren. Vom Werfer (Suchradar) wird dem Richtgerät (und dem Folgeradar) lediglich der Seitenwinkel geliefert, auf den es sich einstellt. Der Richtschütze bestimmt dann den Lagewinkel und verfolgt das Ziel durch die Richtoptik mit einem „Joystick“. Meist hat das Folgeradar das Ziel vor dem Richtschützen im Lagewinkel genau erfasst. In Bezug auf die Steuerung der Lenkwaffe und die Verfolgung des Zieles handelt es sich beim Rapier um ein SACLOS-System.
- Das Bediengerät ist der Arbeitsplatz des Feuerleitenden. Dieser verfügt hier über einen Radarschirm (vom Suchradar) und steuert mit diesem Gerät den Start der Lenkwaffe.
- Die Stromversorgung wird durch zwei Aggregate sichergestellt. Es handelt sich um 4-Zylinder-Benzinmotoren. Der Generator liefert 10 kVA bei 200 V und 400 Hz.

Das gesamte System kann durch zwei Mann bedient werden. Die Lenkwaffen werden entweder mit dem Folgeradar (95 % Trefferwahrscheinlichkeit) oder mit dem Richtschützen am Richtgerät (Trefferwahrscheinlichkeit ca. 70 %) gelenkt, wobei wann immer möglich das Folgeradar eingesetzt wird. Es kann auch immer nur ein Ziel auf einmal bekämpft werden, da es sich um keine Fire-and-Forget-Waffe handelt.

## Sonstiges
Während und nach dem Falklandkrieg wurde Rapier von den Bedienungstruppen frustriert als Repair bezeichnet, da die Kabelverbindungen des Systems teilweise äußerst störungsanfällig sind.

## Benutzer
- Australien
- Brunei
- Indonesien
- Iran
- Malaysia
- Oman
- Sambia
- Schweiz
- Singapur
- Türkei
- Vereinigte Arabische Emirate
- Vereinigtes Königreich